# Judith Chapman
Judith Chapman, nata Judith Shepard (Greenville, 15 novembre 1951), è un'attrice statunitense.
È famosa soprattutto per il ruolo di Natalie Bannon Hughes in Così gira il mondo, di Charlotte Greer in I Ryan, di Ginny Blake Webber in General Hospital, di Sandra Montaigne in Una vita da vivere, Anjelica Deveraux e Diana Colville in Il tempo della nostra vita e di Gloria Abbott Bardwell in Febbre d'amore.

## Filmografia parziale

### Cinema
- 7 donne per i MacGregor, regia di Franco Giraldi (1967) - a nome Judith Shepard
- Il sosia (False Face), regia di John Grissmer (1977)
- Strani desideri (Desire), regia di Eddie Romero (1982)
- E Dio creò la donna (And God Created Woman), regia di Roger Vadim (1988)
- Terrore nello spazio (Dead Space), regia di Fred Gallo (1991)
- Fiamme sull'Amazzonia (Fire on the Amazon), regia di Luis Llosa (1993)
- La notte del fuggitivo (Night of the Running Man), regia di Mark L. Lester (1995)
- 28 giorni (28 Days), regia di Betty Thomas (2000)
- La cosa più dolce... (The Sweetest Thing), regia di Roger Kumble (2002)
- Saugatuck Cures, regia di Matthew Ladensack (2015)
- Una famiglia vincente - King Richard (King Richard), regia di Reinaldo Marcus Green (2021)

### Televisione
- The Gift of the Magi - film TV (1978)
- Una storia d'amore (Inmates: A Love Story) - film TV (1981)
- La quinta personalità (The Five of Me) - film TV (1981)
- The woman on the beach - magnum P.I. st2 ep3 (1981)
- Legittima accusa (Farrell for the People) - film TV (1982)
- Professione pericolo (The Fall Guy) - 4 episodi (1981-1983)
- The Return of the Man from U.N.C.L.E.: The Fifteen Years Later Affair - film TV (1983)
- I Ryan (Ryan's Hope) - 37 episodi (1983)
- General Hospital - 41 episodi (1984-1986)
- Autostop per il cielo (Highway to Heaven) – serie TV, episodio 3x18 (1987)
- Chameleons - film TV (1989)
- La signora in giallo (Murder, She Wrote) - 3 episodi (1987-1992)
- Siero mortale (Mortal Fear) - film TV (1994)
- Due poliziotti a Palm Beach (Silk Stalkings) - 5 episodi (1992-1999)
- Liz & Dick - film TV (2012)
- Il tempo della nostra vita (Days of Our Lives) - 107 episodi (1989-1991, 2018, 2019, 2024)
- Febbre d'amore (The Young and the Restless) - 858 episodi (2005-in corso)